# Exeliopsis ansorgei
Exeliopsis ansorgei är en fjärilsart som beskrevs av W. Warren 1905. Exeliopsis ansorgei ingår i släktet Exeliopsis och familjen mätare. Inga underarter finns listade i Catalogue of Life.